# هیو لافتینگ

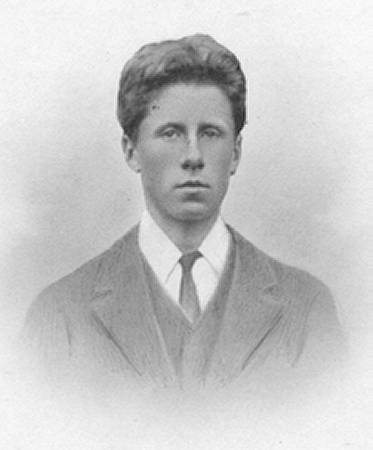
هیو لافتینگ در جوانی

هیو لافتینگ (انگلیسی: Hugh Lofting; ۱۴ ژانویهٔ ۱۸۸۶ – ۲۶ سپتامبر ۱۹۴۷) نویسنده، رمان‌نویس، نویسنده کودکان و فیلم‌نامه‌نویس اهل بریتانیا بود.
وی همچنین برندهٔ جوایزی همچون نشان نیوبری شده‌است.